# زمین‌لرزه ۱۳۰۲ قلعه عسگر
زمین‌لرزه قلعه عسگر یا زمین‌لرزه لاله‌زار در تاریخ ۲۲ سپتامبر ۱۹۲۳ میلادی، برابر با ‎۳۰ شهریور ۱۳۰۲، ساعت ۲۰:۴۷:۴۴ به زمان یوتی‌سی در استان کرمان و حوالی قلعه عسگر رخ داد. ژرفای این زلزله ۳۵ کیلومتر بود. بزرگی آن ۶٫۹ در مقیاس ریشتر اعلام شده‌است. زمین‌لرزه به وقت محلی در روز یکشنبه، ساعت -۰٫۵ روی داده و منطقه زمانی آن یوتی‌سی +۳٫۵ بوده‌است.
سازمان زمین‌شناسی آمریکا نیز جای این زمین‌لرزه را در مختصات ۲۹°۱۲′شمالی ۵۶°۵۴′شرقی / ۲۹٫۲°شمالی ۵۶٫۹°شرقی و بزرگی آن را برابر با ۶٫۹ در مقیاس ریشتر اعلام کرده‌است.
شمار کشتگان زلزله حدود ۲۹۰ نفر بوده‌است.